# Le Défi (roman)
Pour les articles homonymes, voir Le Défi.
Le Défi (titre original : Captain Future's Challenge) est un roman de science-fiction de type « space opera » d'Edmond Hamilton.
Initialement paru dans la série Capitaine Futur, le roman a été adapté en dessin animé dans la série Capitaine Flam sous le titre Les Cinq Mines de gravium.
Dans ce roman, le capitaine Futur a pour mission de découvrir l'identité d'un bandit du système solaire (« le Destructeur ») qui détruit toutes les mines de production de « gravium » et de l'empêcher de réaliser son dessein.

## Publications
- États-Unis

Le roman paraît aux États-Unis en 1940 sous format « pulp ».
Il est réédité en 1969.
En 2021, il fait l'objet d'une nouvelle édition.
- France

Le roman est publié en France en mars 2018 par Le Bélial' dans sa collection « Pulps ».
- Autres pays

Le roman est paru :
- en langue allemande :
  - en 1961, sous le titre Kampf um Gravium[5] ;
  - en 1982, sous le titre Die Gravium-Sabotage[6] ;
  - en 2014, sous le titre Die Herausforderung[7] ;
- en langue japonaise, en 1971, sous le titre 挑戦!嵐の海底都市[8] ;
- en langue russe, en 1998, sous le titre Капитан Фьючер принимает вызов[9].

## Personnages
- « Le Destructeur »
- L'équipe du capitaine Futur
  - Curtis Newton, alias « capitaine Futur » : homme grand, athlétique, aux cheveux roux. Il est né sur la Lune peu avant l’assassinat de ses parents.
  - Simon Wright, alias « le Cerveau » : le professeur a eu son cerveau transféré dans une machine fonctionnant à l'énergie nucléaire. Il est le « mentor » du capitaine Futur et expert scientifique reconnu dans de nombreux domaines.
  - Grag : robot métallique d'environ deux mètres de hauteur, puissant, d'intelligence moyenne, créé par les parents du capitaine Futur et par Simon Wright.
  - Otho : androïde synthétique, métamorphe, physiquement agile et rapide, à l'intelligence vive, créé par les parents du capitaine Futur et par Simon Wright.
  - Joan Randall : belle et jeune femme aux cheveux bruns faisant partie de la Police des Planètes.
  - Ezra Gurney : officier supérieur (« marshal ») de la Police des Planètes.
- Les suspects
  - Zuvalo : propriétaire-dirigeant de la société uranienne de gravium.
  - Julius Gunn : propriétaire-dirigeant de la société neptunienne de gravium.
  - Carson Brand : directeur d'exploitation de la mine neptunienne de gravium, et salarié de Julius Gunn.
  - Quarus Qull : propriétaire-dirigeant de la société saturnienne de gravium.
  - Orr Libro : propriétaire-dirigeant de la société martienne de gravium.
  - Kerk El : propriétaire-dirigeant de la société mercurienne de gravium.
- Autres personnages
  - Iri Ki : homme de main du Destructeur.
  - James Carthew : président du Gouvernement intersidéral.

## Résumé

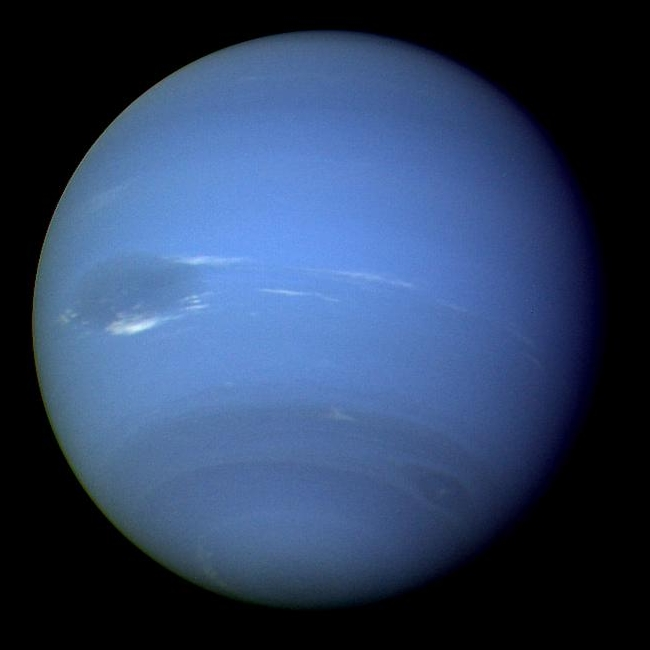
La planète Neptune, sur laquelle
se déroule l'action principale du roman.

Remarques : Le récit est divisé en 20 chapitres. Les noms des personnages et des lieux sont ceux indiqués dans la traduction de Pierre-Paul Durastanti aux éditions du Bélial' en 2019.

### Chapitres 1 à 6
Le gravium est un minerai essentiel pour la conquête de l'espace : il permet de réguler la gravité des corps et des objets et est l’élément essentiel de la technologie de « l'égaliseur des gravités ». Cette technologie a permis la colonisation du système solaire, et les voyages interplanétaires deviendraient impossibles en cas de destruction des mines. Or un homme qui se fait appeler « le Destructeur » ordonne à quatre vaisseaux spatiaux d'agir selon son plan secret. Les trois premiers vaisseaux détruisent trois gisements de gravium sur Mercure, Mars et Saturne. Le quatrième vaisseau a pour mission de capturer puis de tuer le capitaine Futur. Ce dernier est effectivement fait prisonnier alors que ses trois compagnons (Grag, Otho et Simon) sont absents de la base lunaire (chapitres 1 et 2).
Tandis que le vaisseau des ravisseurs se dirige vers le Soleil afin d'y projeter le capitaine, celui-ci hypnotise l'un de ses deux geôliers et tue l’autre. Il contacte ses amis Otho, Grag et Simon et leur donne ses coordonnée. Il quitte le vaisseau des ravisseurs avec une combinaison spatiale. Rejoint par ses amis à bord du Comète, le capitaine contacte le président du gouvernement intersidéral, qui l'informe des destructions récentes commises sur l'ordre du « Destructeur ». Le capitaine décide de rencontrer le plus vite possible les propriétaires / dirigeants des cinq gisements de gravium (chapitre 3).
La situation est grave car déjà, en raison des trois puits détruits, les échanges interplanétaires se réduisent drastiquement, ce qui occasionne une crise économique d'ampleur. L'analyse de l'air du vaisseau spatial des ravisseurs permet de déterminer sa provenance : il provient d'Obéron, la quatrième lune d'Uranus. Or la mine de Zuvalo est située sur Obéron, et les trois mines de Julius Gunn se trouvent sur Neptune. Quelques heures après, la réunion entre le capitaine et les propriétaires des mines a lieu dans la ceinture d'astéroïdes entre Mars et Jupiter. Les participants n'ont pas d'idée sur l'identité du Destructeur ni sur la localisation de sa base. Les accusations et les insultes fusent : les trois propriétaires des mines détruites accusent les deux autres des destructions afin de se réserver le monopole de la vente de gravium ; les deux propriétaires des mines intactes ripostent que les trois autres ont eux-mêmes détruit leurs mines qui s'épuisaient et dont les rendements étaient de plus en plus faibles, d'autant plus que le gouvernement sidéral va leur octroyer des permis de prospection sur Neptune. On informe alors Julius Gunn, propriétaire-dirigeant de la société neptunienne de gravium, que deux puits ont de sérieux problèmes. Accompagné de son adjoint Carson Brand, Gunn retourne immédiatement sur Neptune. Les participants de la réunion se séparent. Peu après, plusieurs vaisseaux attaquent le Comète : le capitaine comprend alors que le Destructeur est nécessairement l'un des participants à la réunion secrète (chapitre 4).
Avant l'attaque des vaisseaux du Destructeur, Grag avait souhaité, avec l’accord du capitaine, visiter avec son chiot de Lune (Ik) des planétoïdes situés non loin du lieu de rendez-vous. Ils arrivent sur un planétoïde sur lequel vit une peuplade extraterrestre. Ayant tué un prédateur de ces extraterrestres, Grag est désormais considéré par ces derniers comme un véritable dieu vivant, ce qui flatte son amour-propre. Mais le capitaine Futur a détruit les deux vaisseaux ennemis et parvient à retrouver Grag. Le capitaine et ses trois compagnons continuent leur trajet vers Uranus. En chemin, ils captent un appel de détresse émis par Kerk El (propriétaire-dirigeant de la société mercurienne de gravium). Quand ils arrivent à proximité du yacht spatial de Kerk El, on ne peut que constater que le vaisseau a été bombardé atomiquement et que ses occupants, dont Kerk El, sont morts. Ils continuent leur voyage vers Obéron, le satellite d'Uranus où se trouve la mine de gravium de Zuvalo. Une fois sur la planète, le capitaine rencontre de nouveau Zuvalo, qui conteste être le Destructeur. S'agissant de la composition de l’air du vaisseau qui avait servi à l'enlèvement du capitaine, Zuvalo explique que plusieurs vaisseaux de transport ont récemment disparu : on peut supposer que le Destructeur s'en est emparé. Mais la conversation est interrompue par l'arrivée soudaine de vaisseaux spatiaux du Destructeur qui attaquent avec des bombes atomiques un volcan situé près de la mine de gravium. Le volcan explose et la mine de gravium est engloutie par la lave. Resté à proximité de la mine de gravium, Zuvalo meurt. Le capitaine décide de poursuivre ses recherches sur Neptune puisque c'est là que se trouvent les derniers gisements de gravium du système solaire (chapitres 5 et 6).

### Chapitres 7 à 13
Après un rapide passage sur Triton, l'un des satellites de Neptune, et y avoir rencontré les représentants d'une espèce extraterrestre télépathe qui informent le capitaine et ses compagnons que le Destructeur n'a jamais atterri sur le planétoïde, les aventuriers arrivent sur Neptune, la seule planète du système solaire presque entièrement recouverte par les eaux. Ils se rendent à la capitale de la planète, Amphitrite, où ils rencontrent le marshal Ezla Gurney ainsi que Joan Randall. Les retrouvailles sont interrompues par une nouvelle inquiétante : le dôme de protection du puits no 1 du gisement de gravium risque de s'écrouler, de tuer tous les ouvriers et d'empêcher toute extraction de gravium de ce puits. Accompagné de Carson Brand, directeur de l'exploitation des mines neptuniennes et adjoint du propriétaire de la mine Julius Gunn, le capitaine se rend en urgence au puits no 1 (chapitre 7).
Le capitaine et Carson Brand arrivent sur les lieux. Un renflement de la paroi paraît suspect aux yeux de Brand qui ordonne l'évacuation immédiate de tous les ouvriers. Resté sur place, le capitaine constate que le renflement est dû, non pas à un sabotage effectué depuis l'intérieur du puits, mais depuis l'extérieur. Alors qu'il réfléchit sur ce qu'il vient de découvrir, le paroi se disloque, laissant entrer dans le puits des millions de mètres cubes d'eau (chapitre 8).
Pendant ce temps, à bord du Comète, Grag et Otho se font attaquer par des membres de l'équipe du Destructeur. Ils en tuent deux et en font prisonnier un troisième. Alors qu'il est dans le coma, ce dernier parle dans une étrange langue inconnue (chapitre 9).
Piégé dans la mine, le capitaine soude deux coques et s'enferme dans ce canot étanche et improvisé. Son canot remonte à la surface et le capitaine retrouve ses compagnons. Il découvre aussi que Orr Libro et Quarus Qull se trouvent à proximité de la mine piégée (ils expliquent qu'ils sont en train de prospecter les fonds marins pour trouver de nouvelles veines de gravium). Carson Brand et son patron Julius Gunn sont aussi là. Étrange que les quatre personnes suspectées d'être le Destructeur soient toutes dans la même région neptunienne ! Mais si le puits no 1 vient d'être détruit sous les yeux du capitaine, on apprend que la mine no 2 vient de subir le même sort. Il ne reste plus qu'une seule mine de gravium dans le système solaire : la mine no 3 de Neptune (chapitres 10 et 11).
Simon révèle au capitaine sa découverte : le Vénusien dans le coma (nommé Iri Ki) aurait en réalité l'esprit d'un peuple archaïque de Neptune, et le corps d'un Vénusien. Et cela serait la même chose pour les autres comparses du Destructeur : une centaine de pêcheurs neptuniens ont disparu ces derniers mois, et tous ont pu être faits prisonniers et avoir eu l'esprit modifié. Le capitaine élabore un pal : d'une part, Otho va prendre l’apparence d'un pêcheur humain et tenter de découvrir les endroits où les pêcheurs ont disparu, et donc la zone de localisation du repaire du Destructeur ; d'autre part le capitaine va aussi se grimer, remplacer Iri Ki et contacter les quatre suspects restants en se faisant passer pour lui, dans l'espoir de découvrir l'identité du Destructeur. Après s'être grimé, le capitaine décide de commencer par Quarus Qull. Il découvre le chef d'entreprise mort, la poitrine brûlée par un rayon laser, et deux sbires du Destructeur à ses côtés (chapitre 12).
Otho commence son « infiltration » sous l'identité d'emprunt de Jan Ullman. Après avoir mené une petite enquête, il parvient à se faire  embaucher par un patron-pêcheur neptunien qui se rend dans la zone où des marins ont disparu (« les Îles Noires »). Une fois le bateau de pêche arrivé dans l’archipel en question, Otho fausse compagnie aux membres de l'équipage (chapitre 13).

## Différences avec le dessin animé
S'agissant des personnages, les noms de plusieurs héros ont été modifiés dans le dessin animé : le capitaine Futur devient le capitaine Flam, Grag devient Crag, Otho devient Mala. Joan Randall est renommée Joan Landor, et de brune (roman) elle devient blonde (dessin animé). Le dessin animé voit la présence du jeune Ken, le roman ne contient pas ce personnage.
Dans le dessin animé, le vaisseau le Comète devient le Cyberlab ; le petit vaisseau-fusée est baptisé Cosmolem.
Dans le roman, le professeur Simon Wright a le cerveau logé dans une grande boîte aux arêtes métalliques encadrées de verre transparent, et la boîte est portée à mains nues par Grag ou Otho ; dans le dessin animé, le cerveau est logé par un système autoporteur qui permet au professeur une totale autonomie de déplacement.
Dans le dessin animé, le « Destructeur » est renommé « Wrackar » ; la planète Uranus devient la planète « Ramda » et la planète Neptune la planète « Bama ».